# Electric Girl
Electric Girl ist ein deutscher Spielfilm von Ziska Riemann von 2019.

## Handlung
Mia ist Synchronsprecherin der Anime-Heldin „Kimiko“, nebenbei jobbt sie als Barkeeperin in einer angesagten Bar in Hamburg. Nachdem sie in der Bar einen Stromschlag erhalten hat, steigert sie sich immer mehr in ihre Zeichentrickfigur hinein und übernimmt deren Weltrettungs-Auftrag. Aufgrund ihrer Verspätungen und eigenwilligen Interpretationen wird ihr der Synchron-Job gekündigt, gleichzeitig entdeckt sie Superkräfte in sich. Mit ihrem Outfit erregt sie Aufmerksamkeit und kann einem Mann das Leben retten. Beim Besuch bei ihrem schwerkranken Vater entwendet sie medizinisches Gerät, welches sie zur Weltrettung benötigt. Sie klettert auf ein Fabrikgebäude und fängt einen gigantischen Blitz ein. Sie stürzt danach ins Wasser, kann aber von ihrem Hausmitbewohner Kristof gerettet werden.

## Hintergrund
Die Uraufführung war 2019 beim Filmfestival Max Ophüls Preis.

## Kritik
Joachim Kurz kritisiert bei kino-zeit.de: „Dass Mia in Wirklichkeit schwerkrank ist, geht innerhalb der Story völlig verloren, es scheint fast so, als sei ihr psychisches Aus-der-Welt-Gleiten vor allem von dramaturgischem, aber niemals von psychologischem Interesse und erst recht kein Anlass für Empathie mit der vermeintlichen Heldin.“